# Surfe nos Jogos Pan-Americanos de 2019 - Longboard feminino
A competição do longboard feminino do surfe nos Jogos Pan-Americanos de 2019 foi disputada de 29 de julho a 4 de agosto na praia de Punta Rocas, em Punta Negra.

## Calendário
Horário local (UTC-5).
| Data        | Horário | Fase                            |
| ----------- | ------- | ------------------------------- |
| 29 de julho | 15:20   | Chave principal - Primeira fase |
| 31 de julho | 12:43   | Chave principal - Segunda fase  |
| 1 de agosto | 9:21    | Repescagem - Primeira fase      |
| 1 de agosto | 11:16   | Chave principal - Terceira fase |
| 1 de agosto | 14:17   | Repescagem - Segunda fase       |
| 2 de agosto | 12:43   | Repescagem - Terceira fase      |
| 3 de agosto | 11:27   | Repescagem - Quarta fase        |
| 3 de agosto | 13:48   | Chave principal - Quarta fase   |
| 4 de agosto | 10:04   | Semifinal                       |
| 4 de agosto | 13:16   | Final                           |

## Medalhistas
| Ouro   | BRA Chloé Calmon         |
| Prata  | PER María Fernanda Reyes |
| Bronze | CAN Mathea Dempfle-Olin  |

## Resultados

### Chave principal - primeira fase
As duas primeiras de cada bateria avançaram à segunda fase, enquanto a perdedora se classificou para a repescagem.
| Bateria | Classificação | Surfista             | Nacionalidade      | Pontuação | Notas |
| ------- | ------------- | -------------------- | ------------------ | --------- | ----- |
| 1       | 1             | Chloé Calmon         | BRA Brasil         | 13.07     | Q     |
| 1       | 2             | Tiare Thompson       | USA Estados Unidos | 11.17     | Q     |
| 1       | 3             | Mariana Bermudez     | VEN Venezuela      | 0.50      | R     |
| 2       | 1             | María Fernanda Reyes | PER Peru           | 12.66     | Q     |
| 2       | 2             | Michell Soriano      | ECU Equador        | 5.50      | Q     |
| 2       | 3             | Constanza Fernandez  | CHI Chile          | 4.70      | R     |
| 3       | 1             | María Gil            | ARG Argentina      | 9.06      | Q     |
| 3       | 2             | Mathea Dempfle-Olin  | CAN Canadá         | 8.73      | Q     |
| 3       | 3             | Risa Machuca         | MEX México         | 3.34      | R     |

### Chave principal - segunda fase
As duas primeiras de cada bateria avançaram à terceira fase, enquanto a perdedora se classificou para a repescagem. 
| Bateria | Classificação | Surfista             | Nacionalidade      | Pontuação | Notas |
| ------- | ------------- | -------------------- | ------------------ | --------- | ----- |
| 1       | 1             | Chloé Calmon         | BRA Brasil         | 14.66     | Q     |
| 1       | 2             | Mathea Dempfle-Olin  | CAN Canadá         | 8.63      | Q     |
| 1       | 3             | Michell Soriano      | ECU Equador        | 5.13      | R     |
| 2       | 1             | Tiare Thompson       | USA Estados Unidos | 10.27     | Q     |
| 2       | 2             | María Gil            | ARG Argentina      | 7.83      | Q     |
| 2       | 3             | María Fernanda Reyes | PER Peru           | 5.06      | R     |

### Chave principal - terceira fase
A primeira de cada bateria avançou à quarta fase, enquanto a perdedora se classificou para a repescagem. 
| Bateria | Classificação | Surfista            | Nacionalidade      | Pontuação | Notas |
| ------- | ------------- | ------------------- | ------------------ | --------- | ----- |
| 1       | 1             | Chloé Calmon        | BRA Brasil         | 12.83     | Q     |
| 1       | 2             | María Gil           | ARG Argentina      | 9.70      | R     |
| 2       | 1             | Mathea Dempfle-Olin | CAN Canadá         | 12.03     | Q     |
| 2       | 2             | Tiare Thompson      | USA Estados Unidos | 10.36     | R     |

### Chave principal - quarta fase
A primeira da bateria avançou à quarta fase, enquanto a perdedora se classificou para a disputa contra a vencedora da repescagem. 
| Bateria | Classificação | Surfista            | Nacionalidade | Pontuação | Notas |
| ------- | ------------- | ------------------- | ------------- | --------- | ----- |
| 1       | 1             | Chloé Calmon        | BRA Brasil    | 10.60     | Q     |
| 1       | 2             | Mathea Dempfle-Olin | CAN Canadá    | 10.30     | R     |

### Repescagem - primeira fase
As duas primeiras da bateria avançaram à segunda fase da repescagem, enquanto a perdedora foi eliminada. 
| Bateria | Classificação | Surfista            | Nacionalidade | Pontuação | Notas |
| ------- | ------------- | ------------------- | ------------- | --------- | ----- |
| 1       | 1             | Constanza Fernández | CHI Chile     | 4.60      | Q     |
| 1       | 2             | Risa Machuca        | MEX México    | 3.33      | Q     |
| 1       | 3             | Marianna Bermudez   | VEN Venezuela | 3.27      |       |

### Repescagem - segunda fase
A primeira de cada bateria avançou à terceira fase, enquanto a perdedora foi eliminada. 
| Bateria | Classificação | Surfista             | Nacionalidade | Pontuação | Notas |
| ------- | ------------- | -------------------- | ------------- | --------- | ----- |
| 1       | 1             | Michell Soriano      | ECU Equador   | 7.84      | Q     |
| 1       | 2             | Constanza Fernández  | CHI Chile     | 3.33      |       |
| 2       | 1             | María Fernanda Reyes | PER Peru      | 13.83     | Q     |
| 2       | 2             | Risa Machuca         | MEX México    | 2.40      |       |

### Repescagem - terceira fase
A primeira de cada bateria avançou à final da repescagem, enquanto a perdedora foi eliminada. 
| Bateria | Classificação | Surfista             | Nacionalidade      | Pontuação | Notas |
| ------- | ------------- | -------------------- | ------------------ | --------- | ----- |
| 1       | 1             | María Gil            | ARG Argentina      | 6.60      | Q     |
| 1       | 2             | Michell Soriano      | ECU Equador        | 6.03      |       |
| 2       | 1             | María Fernanda Reyes | PER Peru           | 13.97     | Q     |
| 2       | 2             | Tiare Thompson       | USA Estados Unidos | 10.86     |       |

### Repescagem - final
A vencedora da final da repescagem avançou à semifinal contra a perdedora da final da chave principal, enquanto a perdedora da bateria foi eliminada. 
| Bateria | Classificação | Surfista             | Nacionalidade | Pontuação | Notas |
| ------- | ------------- | -------------------- | ------------- | --------- | ----- |
| 1       | 1             | María Fernanda Reyes | PER Peru      | 10.83     | Q     |
| 1       | 2             | María Gil            | ARG Argentina | 7.26      |       |

### Semifinal
A vencedora da semifinal avançou à final contra a vencedora da chave principal, enquanto a derrotada ficou com o bronze. 
| Bateria | Classificação | Surfista             | Nacionalidade | Pontuação | Notas             |
| ------- | ------------- | -------------------- | ------------- | --------- | ----------------- |
| 1       | 1             | María Fernanda Reyes | PER Peru      | 13.50     | Q                 |
| 1       | 2             | Mathea Dempfle-Olin  | CAN Canadá    | 8.70      | Medalha de bronze |

### Final
A vencedora da chave principal enfrentou a vencedora da disputa entre a campeã da repescagem e a derrotada na quarta fase da chave principal. 
| Bateria | Classificação | Surfista             | Nacionalidade | Pontuação | Notas            |
| ------- | ------------- | -------------------- | ------------- | --------- | ---------------- |
| 1       | 1             | Chloé Calmon         | BRA Brasil    | 15.36     | Medalha de ouro  |
| 1       | 2             | María Fernanda Reyes | PER Peru      | 12.76     | Medalha de prata |